# Cappel (Hohenlohe)
Cappel is een plaats in de Duitse gemeente Öhringen, deelstaat Baden-Württemberg, en telt 1124 inwoners (2006).